# Ненад Крстичић
Ненад Крстичић (Београд, 3. јул 1990) је бивши српски фудбалер.

## Каријера
Крстичић је професионалну каријеру започео 2007. године у ОФК Београду. У сезони 2007/08. истакао се добрим партијама, и као велики таленат у септембру 2008. одлази у италијанску Сампдорију.
У децембру 2008. након повреде колена и операције која је уследила, почели су да се јављају болови у стомаку. Лекари у Србији, где се налазио током одмора, нису могли да установе разлог. Тек након позива доктора италијанског клуба откривен је лимфом, малигно обољење крвних зрнаца. Лекари су му давали још 48 сати живота, али је Крстичић на срећу терапијама и лечењем успео да оздрави.
Након две године паузе, због болести, Крстичић је свој деби дочекао на утакмици Лиге Европе, 16. децембра 2010. против Дебрецина. Након испадања Сампдорије у Серију Б, коначно је добио шансу и у лигашким утакмицама и одиграо 13 мечева током сезоне 2011/12. У сезони 2012/13. постао је стандардан играч првог тима, а свој први гол у Серији А, постигао је 2. децембра 2012. на мечу са Фиорентином. У марту 2013. продужио је уговор са Сампдоријом до 2017. године.

## Репрезентација
Крстичић је био члан младе репрезентације Србије за коју је одиграо 6 мечева. Свој деби у сениорском тиму, имао је 6. фебруара 2013. на пријатељском мечу са Кипром.
Добио је позив селектора Крстајића у новембру 2017. за пријатељске утакмице против Кине и Јужне Кореје у склопу припрема Србије за Светско првенство 2018. у Русији.